# 鷺芬
鷺芬（Lu Fen，1924年—），本名曾谷芬，籍貫福建省廈門，與胞妹鷺紅皆為香港廈語電影演員。在家鄉與同鄉吳實師（吳書伊）結婚，1950年舉家移居香港。初時居住在母親家裡，1952年參予電影工作。她丈夫擅長吹喇叭，先後在「金鳳池舞廳」及「東方舞廳」擔任樂隊喇叭手。
1956年，時年31歲的鷺芬與41歲的吳實師育有三女一子，被吳實師斬傷頭部重傷，昏迷不醒，須留院醫治，事後她丈夫被起訴非法傷害他人身體。

## 電影作品
- 《新陳三五娘》(1952)
- 《陳靖姑臨水平妖》（下集） (1952)
- 《梁山伯祝英台》 (1952)
- 《洛陽橋》 (1952)
- 《陳靖姑臨水平妖》（上集） (1952)
- 《種菜姑娘》 (1954)
- 《陳三五娘》 (1954)
- 《恩情深似海》 (1954)
- 《難測婦人心》 (1954)
- 《梁山伯祝英台》 (1955)
- 《火燒百花台》 (1956)
- 《包公夜審郭槐》 (1956)
- 《黛玉歸天》 (1956)
- 《空箱奇緣》 (1957)
- 《亂點鴛鴦譜》 (1957)
- 《天仙送子》 (1958)
- 《番婆弄》 (1958)
- 《繡鞋記》 (1958)
- 《王三福火燒樓》 (1959)

## 外部連結
- 香港電影資料館有關鷺芬參演電影的記錄[永久]
- 香港影庫：鷺芬（页面存档备份，存于）